# Flaten (Stockholm)
Flaten est un quartier du district de Skarpnäck à Stockholm en Suède.

## Description
Flaten est un quartier de Söderort. 
Il est limitrophe de Skarpnäcks gård, Orhem et Skrubba ainsi que du lac Drevviken au sud et du lac Ältasjön à l'est.
Le quartier n'a pas de population résidente et se caractérise la réserve naturelle de Flaten, le lac Flaten et la zone de baignade de Flatenbadet. 
À côté de la zone de baignade se trouvent un camping et un minigolf. 
A proximité se trouve la Skarpnäcksgrotta avec l'entrée de la promenade qui s'étend entre Flatenvägen et la piscine pour enfants de Flaten. 
Le long du côté est de la route se trouve une falaise très abrupte surmontée d'un ancien château et de certaines des voies d'escalade les plus difficiles de Stockholm. 
Dans la montagne se trouve un magasin militaire de la Seconde Guerre mondiale. 
Au carrefour d'Älta (Ältavägen 301) se trouve le Flatenbanan, une piste de course pour voitures radiocommandées.

## Galerie

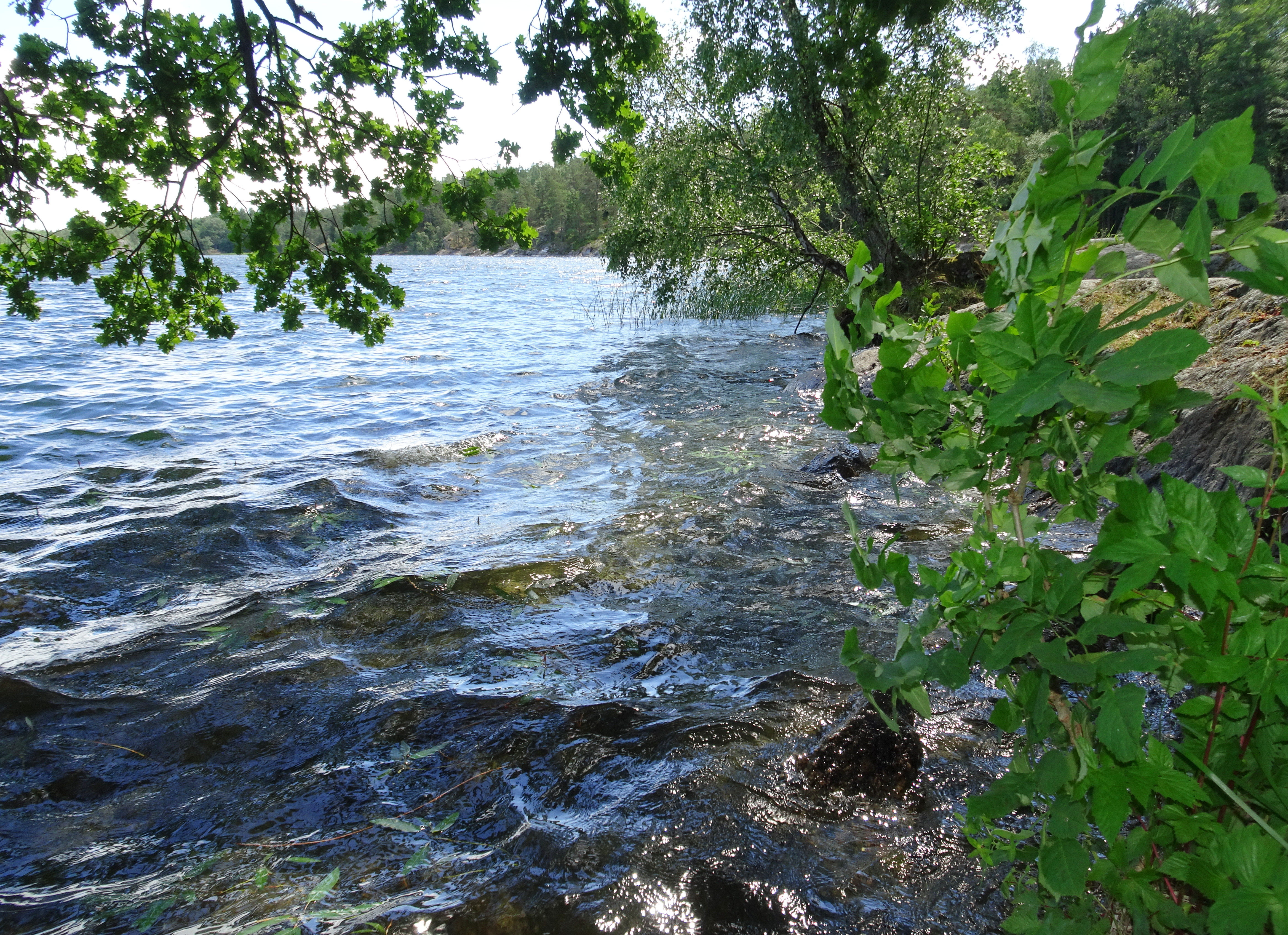
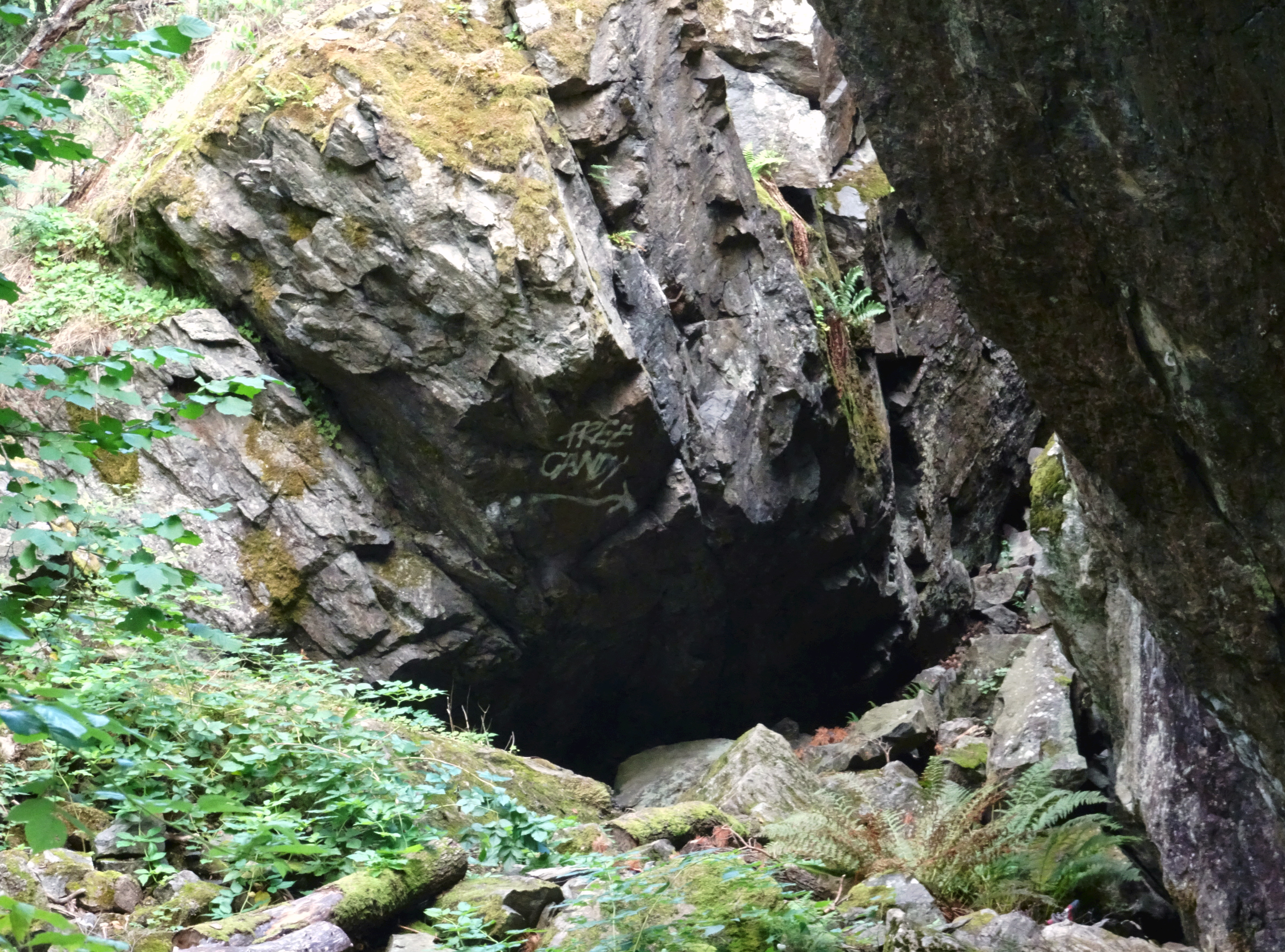
Skarpnäcksgrottan.
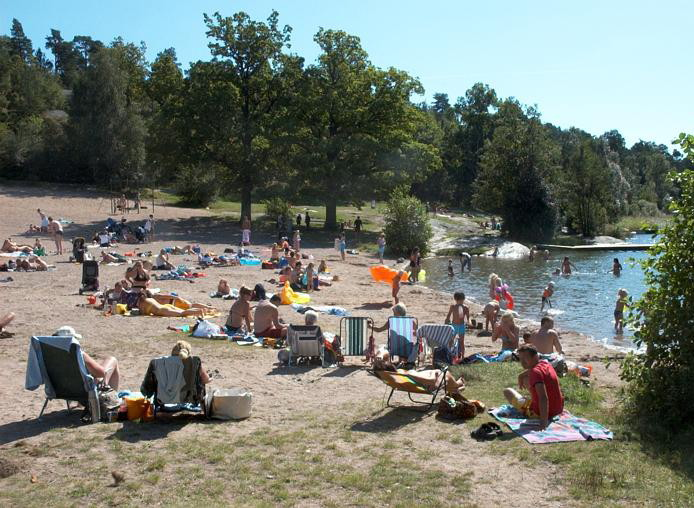
Flatenbadet.
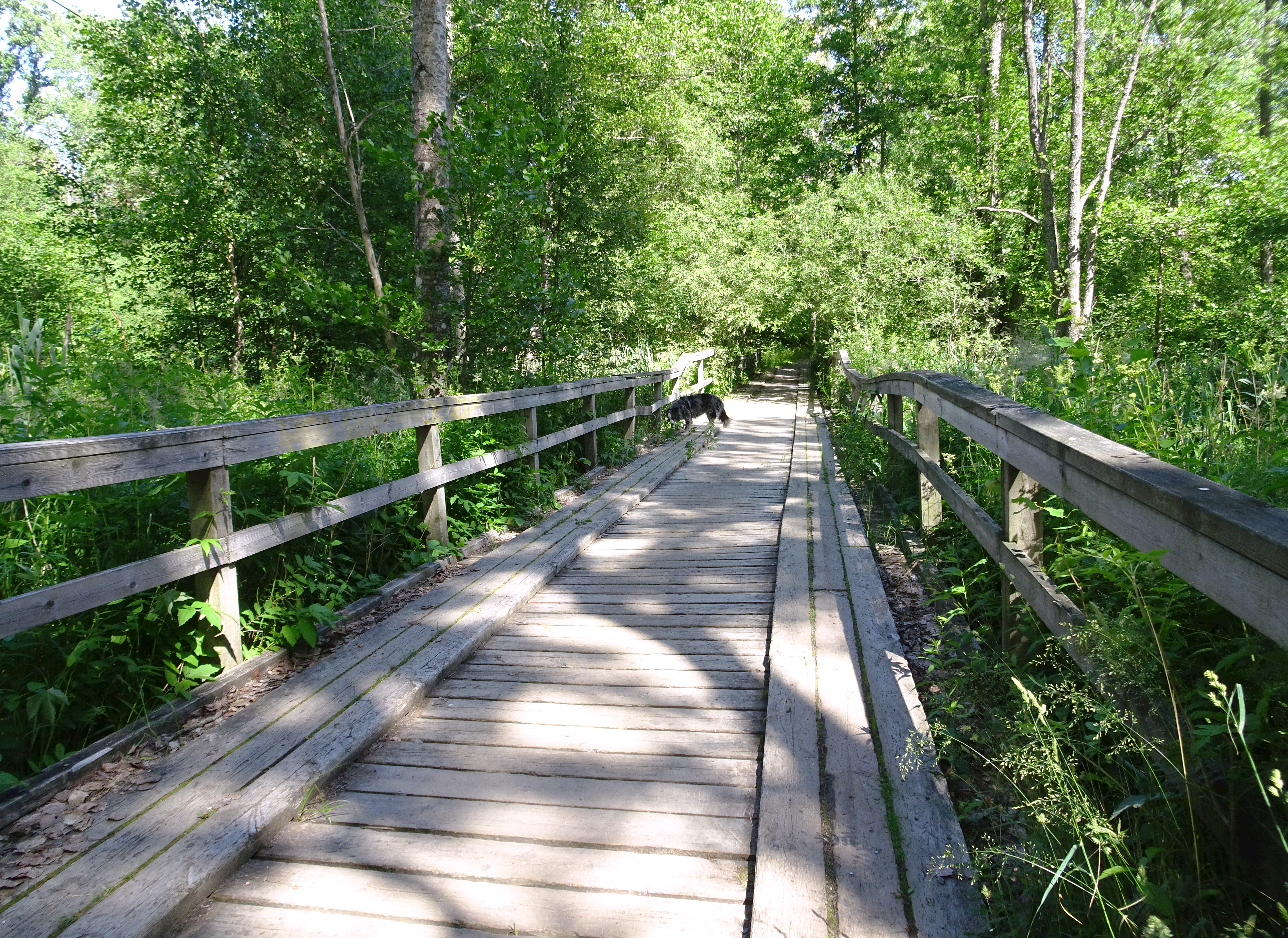
Flatendiket.

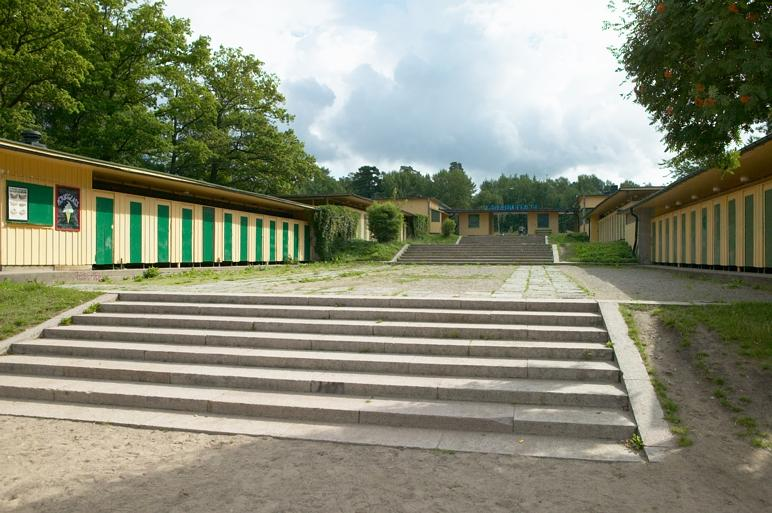
Cabines de Flatenbadet.
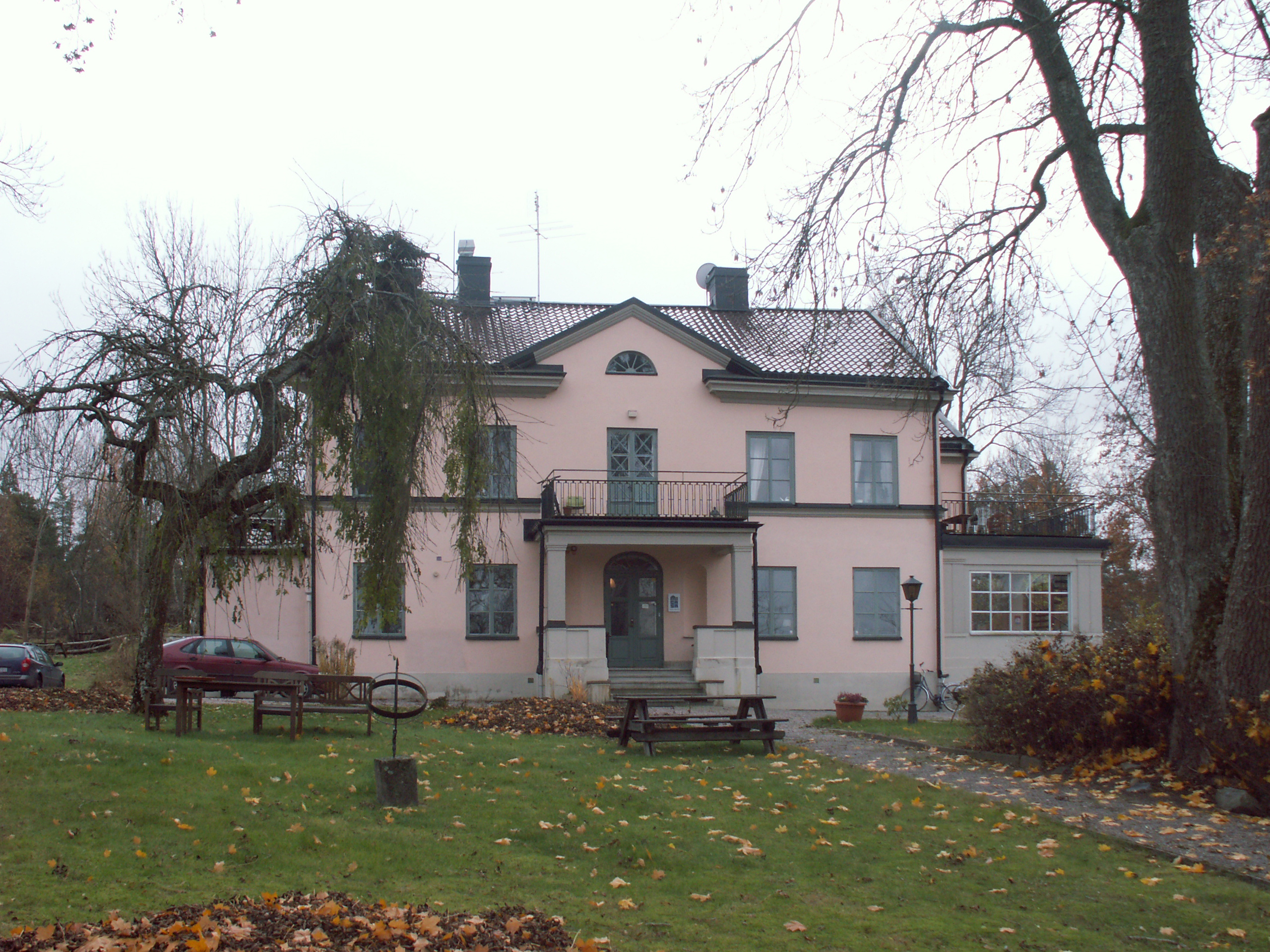
Orhems gard.
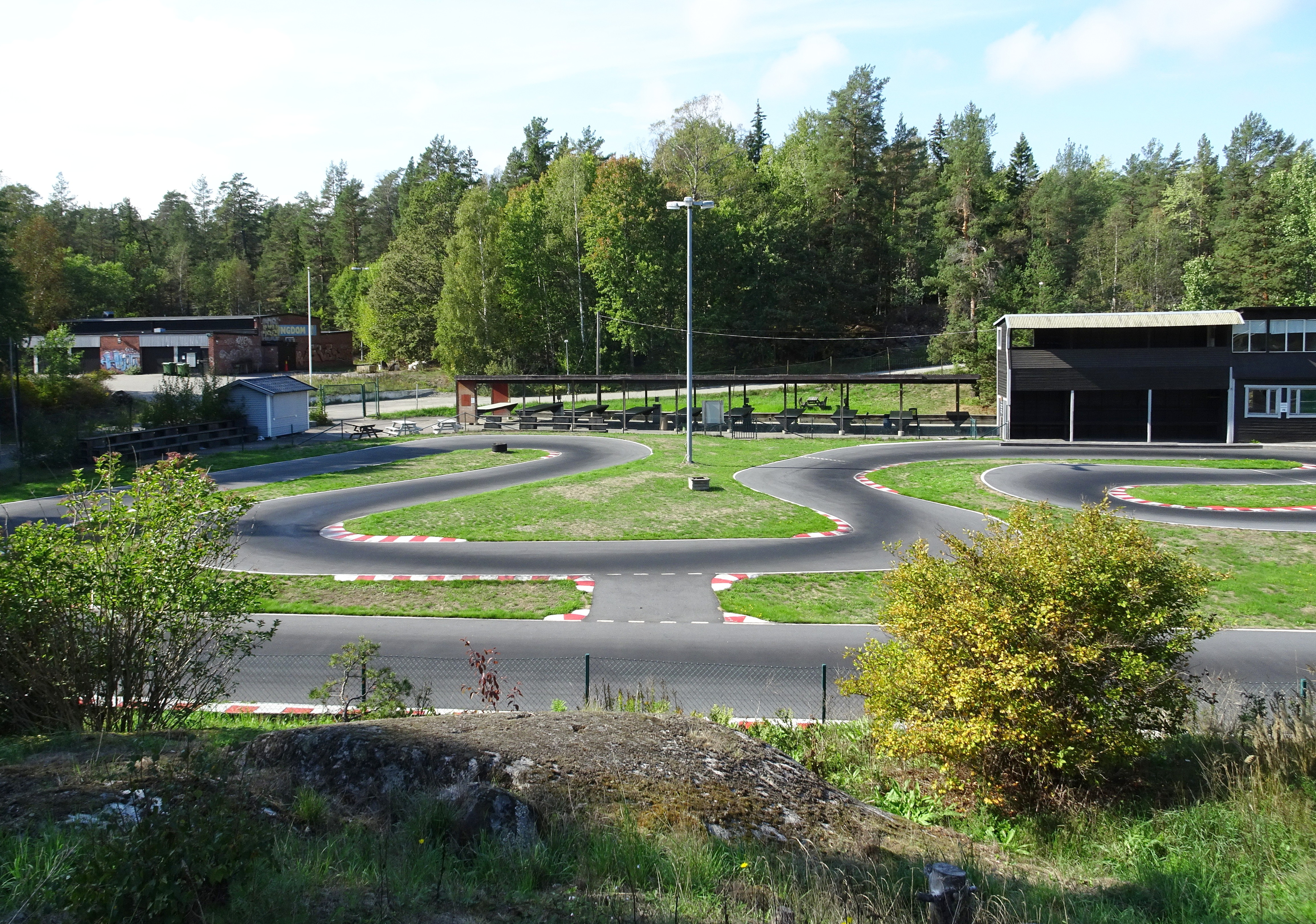
Flatenbanan.